# EX-101

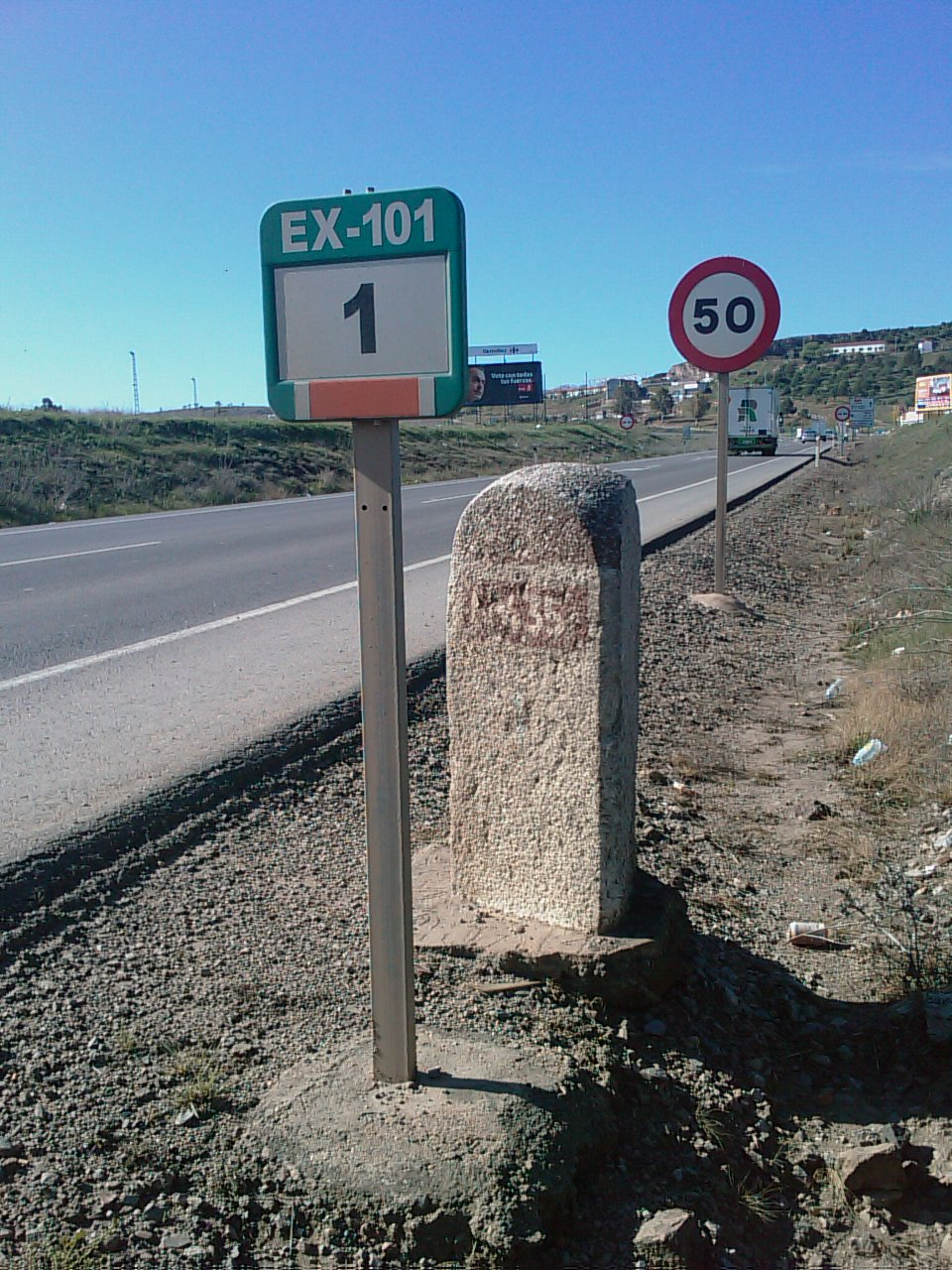
Hito antiguo de granito de la antigua N-435R, ya descatalogada, junto con el hito moderno de la EX-101 cerca de Los Santos de Maimona.

La carretera EX-101 es de titularidad de la Junta de Extremadura. Su categoría es básica. Su denominación oficial es   EX-101 , de N-630 a Fregenal de la Sierra por Zafra.

## Historia de la carretera
Es la antigua N-435R que fue renombrada en el cambio del catálogo de Carreteras de la Junta de Extremadura en el año 1997. Dicha N-435R era un ramal de la N-435 que enlazaba Zafra con Huelva por Fregenal de la Sierra

## Inicio
Su origen está en la N-630, al este de Los Santos de Maimona. (38°27′08″N 6°21′49″O / 38.452231, -6.363703)

## Final
Su final está en la travesía de la antigua N-435 en Fregenal de la Sierra. (38°10′11″N 6°38′55″O / 38.169631, -6.648536)

## Localidades por las que discurre
- Los Santos de Maimona
- Zafra
- Valverde de Burguillos
- Fregenal de la Sierra

## Trazado y carreteras enlazadas
La longitud real de la carretera es de 45.040 m, de los que la totalidad pertenecen a la provincia de Badajoz.
Su desarrollo es el siguiente:
| P. K.         | HITO                                                               |
| ------------- | ------------------------------------------------------------------ |
| 0+000         | Inicio: N-630 Al este de Los Santos de Maimona                     |
| 0+030         | Cruce sobre el ferrocarril                                         |
| 0+600 - 1+500 | Travesía de Los Santos de Maimona                                  |
| 1+410         | Intersección N-630 (antigua) y EX-365                              |
| 4+300 - 6+740 | Travesía de Zafra                                                  |
| 5+540         | Glorieta intersección N-432                                        |
| 5+970         | Intersección EX-320                                                |
| 7+130         | Glorieta intersección EX-321 (Variante oeste de Zafra)             |
| 7+820         | Puente sobre la Rivera de Zafra                                    |
| 13+710        | Intersección BA-010 (Alconera)                                     |
| 13+840        | Cruce bajo el ferrocarril.                                         |
| 15+100        | Puerto de Santo Domingo                                            |
| 15+330        | Intersección EX-112 (Jerez de los Caballeros)                      |
| 15+780        | Intersección BA-015 (Atalaya)                                      |
| 21+910        | Intersección BA-032 y acceso a Valverde de Burguillos              |
| 23+090        | Intersección BA-146 y acceso a Valverde de Burguillos              |
| 24+150        | Puente sobre el río Bodión                                         |
| 25+360        | Intersección BA-144 (Valencia del Ventoso)                         |
| 28+320        | Puente sobre el río Ardila. Dos estructuras, una por cada sentido. |
| 31+980        | Puerto de Los Reventones                                           |
| 45+040        | Final: Intersección N-435 antigua. (Fregenal de la Sierra)         |

## Otros datos de interés
(IMD, estructuras singulares, tramos desdoblados, etc.).
Los datos sobre Intensidades Medias Diarias en el año 2006 son los siguientes:
| P. K.                           | IMD   | Ligeros | Pesados | % Pesados |
| ------------------------------- | ----- | ------- | ------- | --------- |
| 3+000 (Zafra)                   | 9.689 | 8.562   | 1.126   | 11,6      |
| 9+300                           | 5.930 | 4.587   | 1.073   | 18,1      |
| 21+500 (Valverde de Burguillos) | 2.398 | 2.273   | 125     | 5,2       |
| 42+000 (Fregenal de la Sierra)  | 1.771 | 1.594   | 177     | 10,0      |

## Evolución futura de la carretera
Está decidida por parte de la Junta de Extremadura su conversión en autovía en el tramo entre la N-630 y la intersección con la   EX-112 , para continuar por la misma hasta Jerez de los Caballeros. Tendrá la denominación   EX-A3  y se están redactando en estos momentos los Proyectos de Construcción. La carretera actual se repondrá y mantendrá la denominación   EX-101 .